# Calciumdiglutamat
Calciumdiglutamat ist eine chemische Verbindung des Calciums aus der Gruppe der Glutamate.

## Gewinnung und Darstellung
Calciumdiglutamat kann durch Reaktion von Glutaminsäure mit Calciumhydroxid gewonnen werden.

## Eigenschaften
Calciumdiglutamat ist ein weißer geruchloser Feststoff, der leicht löslich in Wasser ist und neben dem Anhydrat als Mono-, Di- und Tetrahydrat vorkommt.

## Verwendung
Calciumdiglutamat wird als Geschmacksverstärker verwendet.